# Відродження американської фолк-музики

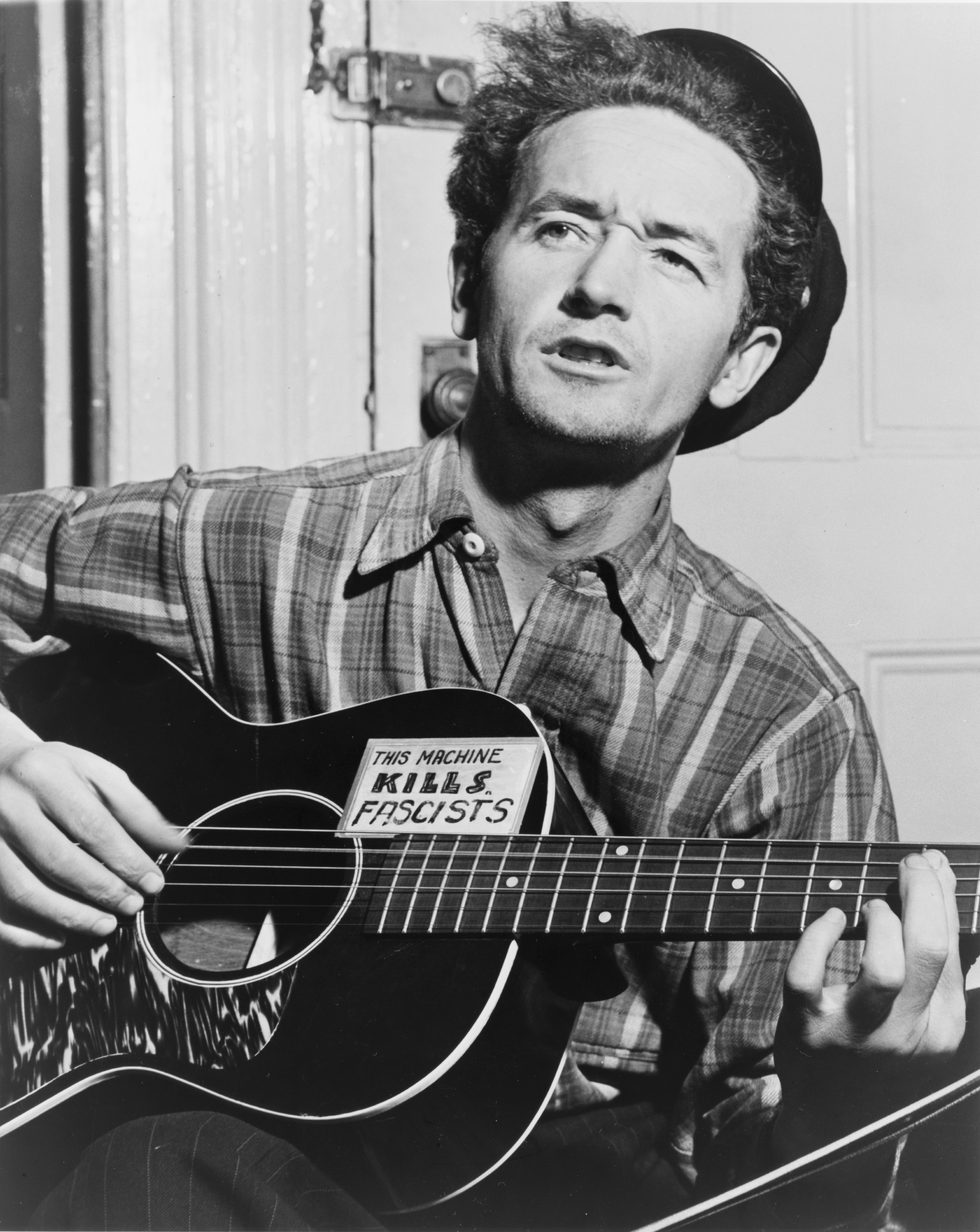
Автор-співак Вуді Ґатрі вийшов із смітника Оклахоми та Великої депресії в середині 20-го сторіччя з текстами, які охоплювали його погляди на екологію, бідність та об’єднання в профспілки, у поєднанні з мелодією, що відображає багато жанрів американської народної музики.

Відродження американської фолк-музики – почалося в 1940-х роках і досягло піку популярності в середині 1960-х. Його коріння пішло раніше, і такі виконавці, як Джош Вайт, Берл Айвз, Вуді Гатрі, Лід Беллі, Біг Білл Брунзі, Біллі Холідей, Річард Дайер-Беннет, Оскар Бренд, Джин Річі, Джон Джейкоб Найлз, Сьюзан Рід, Пол Робсон, Бессі Сміт, Ma Rainey і Cisco Houston користувалися обмеженою загальною популярністю в 1930-х і 1940-х роках. Відродження висунуло стилі американської народної музики, які раніше сприяли розвитку кантрі та вестерну, блюзу, джазу та рок-н-ролу.

## Огляд

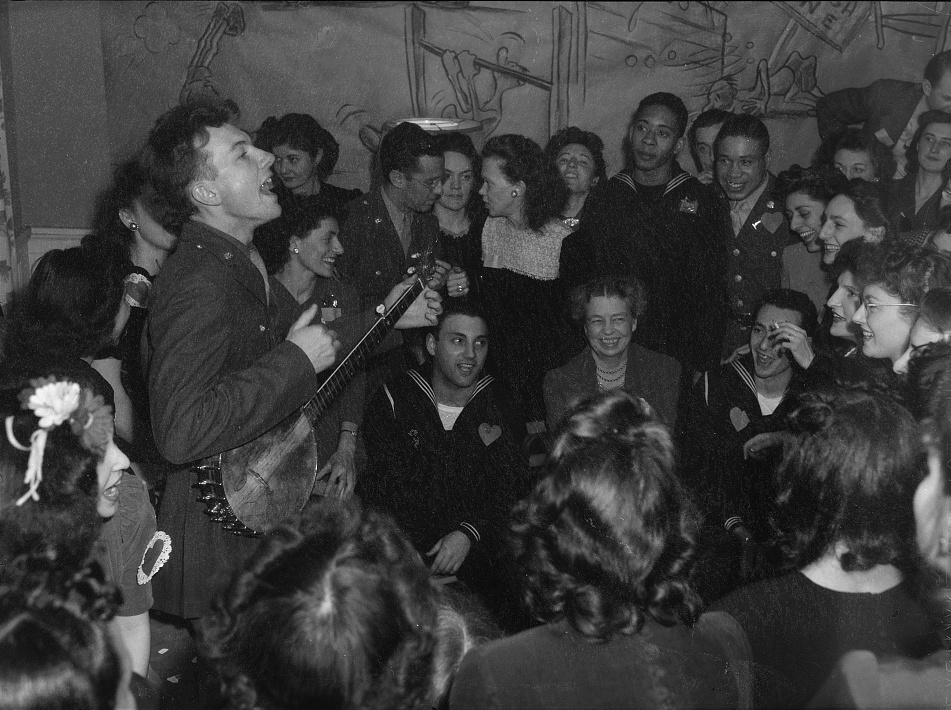
Піт Сігер розважає Елеонор Рузвельт, почесну гостю на расово-інтегрованій вечірці до Дня Святого Валентина, присвяченій відкриттю їдальні Об’єднаних федеральних робітників Америки, профспілки, яка представляє федеральних службовців, у тодішньому сегрегованому Вашингтоні, округ Колумбія. Сфотографував Джозеф Хорн для офісу військової інформації, 1944.

### Ранні роки
Фольклорне відродження в Нью-Йорку ґрунтувалося на відродженні інтересу до квадратних танців і народних танців у 1940-х роках, які підтримували такі інструктори, як Марго Мейо, що дало таким музикантам, як Піт Сігер, популярність. Фольклорне відродження загалом як популярне та комерційне явище починається з кар’єри The Weavers, створеної в листопаді 1948 року Пітом Сігером, Лі Хейсом, Фредом Хеллерманом і Ронні Гілбертом з People's Songs, у якій Сігер був президентом і Хейс виконавчим секретарем. Народні пісні, які розпалися в 1948–1949 роках, були інформаційним центром для пісень робітничого руху (зокрема CIO, який на той час був одним із небагатьох, якщо не єдиним, профспілкою, яка була расово інтегрованою), а в 1948 році кинула всі свої ресурси на невдалу президентську кампанію кандидата від Прогресивної партії Генрі Уоллеса, шанувальника народної музики (його напарником був співак і гітарист кантрі). Хейс і Сігер раніше співали разом як політичний активіст Almanac Singers, група, яку вони заснували в 1941 році і до складу якої часто входили Вуді Гатрі, Джош Вайт, Лід Беллі, Сіско Х'юстон і Бесс Ломакс Хоуз. The Weavers досягли великого успіху в 1950 році з синглом Lead Belly «На добраніч, Ірен». Це було номером один у чартах Billboard протягом тринадцяти тижнів. На зворотному боці була «Tzena, Tzena, Tzena», ізраїльська танцювальна пісня, яка одночасно досягла другого місця в чартах. За цим послідувала серія хіт-синглів Уівера, які розійшлися мільйонами, включаючи « So Long It’s Been Been To Know You» («Dusty Old Dust») (автор Вуді Гатрі) і «Kiss Sweeter Than Wine». Кар'єра Ткачів раптово обірвалася, коли їх виключили з каталогу Decca, оскільки Піт Сігер був зазначений у публікації Red Channels як ймовірний підривник. Радіостанції відмовлялися крутити їхні записи, а концертні майданчики скасовували свої виступи. Колишній співробітник People's Songs Гарві Матусов, сам колишній член Комуністичної партії, повідомив ФБР, що Ткачі також були комуністами, хоча Матусов пізніше відмовився від своїх слів і визнав, що збрехав. У 1955 році Піт Сігер і Лі Хейс були викликані для дачі свідчень перед Комітетом Палати представників з антиамериканської діяльності. Незважаючи на це, концерт возз’єднання «Christmas Weaver», організований Гарольдом Левенталем у 1955 році, мав шалений успіх, а платівка Vanguard із цього концерту, випущена в 1957 році, була одним із лідерів продажів того року, а за ним пішли інші успішні альбоми.
Фольк-музика, яка часто носила клеймо лівих асоціацій під час Red Scare 1950-х років, була загнана в підпілля та перенесена жменькою виконавців, які випускали записи. Виконавцям, подібним до Сігера, заборонено доступ до основних засобів масової інформації, їм було заборонено виступати в школах і літніх таборах, а фолк-музика стала явищем, пов’язаним із бунтівною богемою в таких місцях, як Нью-Йорк (особливо Гринвіч-Вілледж) і Норт-Біч у Сан-Франциско. і в районах коледжів і університетів таких міст, як Чикаго, Бостон, Денвер та інших.

Рон Еєрман і Скотт Баретта припускають, що:
Цікаво подумати, що якби не явні політичні симпатії Ткачів та інших фолк-співаків або, інакше дивлячись на це, істеричний антикомунізм часів холодної війни, народна музика, швидше за все, мала б на початку 1950-х років увійшов у мейнстрим американської культури ще з більшою силою, можливо, зробивши другу хвилю відродження майже через десятиліття [тобто в 1960-х] зайвою.
Приховування в ЗМІ виконавців із нібито симпатіями чи зв’язками з комуністами було настільки ефективним, що Ізраель Янг, літописець народного відродження 1960-х років, який був залучений до руху через інтерес до народних танців, повідомив Рону Еєрману, що він сам не знав про це багато років. попередників руху 1930-х і початку 40-х років у лівій політичній активності.

### Відродження на піку

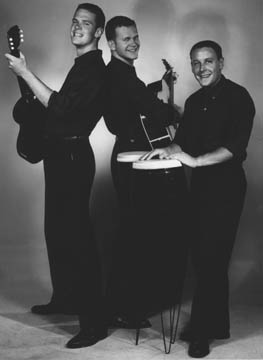
Кінгстон Тріо в 1958 році

The Kingston Trio, група, яка походить із Західного узбережжя, була безпосередньо натхненна Weavers у своєму стилі та презентації та охоплювала частину матеріалу Weavers, який був переважно традиційним. Kingston Trio уникав відверто політичних чи протестних пісень і культивував чистий колегіальний характер. Вони були виявлені під час гри в клубі коледжу під назвою Cracked Pot Френком Вербером, який став їхнім менеджером і забезпечив їм угоду з Capitol Records. Їхнім першим хітом стало переписане виконання старовинної народної балади про вбивство «Tom Dooley», яку співали на похоронному концерті Lead Belly. Він став золотим у 1958 році та продав понад три мільйони примірників. Успіх альбому та синглу приніс Kingston Trio нагороду Греммі за найкраще кантрі та західне виконання на церемонії вручення нагород у 1959 році. На той час у схемі Греммі не існувало жодної категорії народної музики. Наступного року, в основному в результаті альбому The Kingston Trio та «Tom Dooley», Національна академія звукозапису мистецтв і наук запровадила категорію фольклору, і Тріо виграло першу премію «Греммі» за найкращий етнічний або традиційний фольклорний запис для свій другий студійний альбом At Large. У якийсь момент The Kingston Trio одночасно потрапило до чотирьох записів серед 10 найбільш продаваних альбомів протягом п’яти тижнів поспіль у листопаді та грудні 1959 року згідно з чартом «Найпопулярніші платівки» журналу Billboard, рекорд, якому не було рівних понад 50 років і відзначений у той час на обкладинці журналу Life. Величезний комерційний успіх Kingston Trio, чиї записи між 1958 і 1961 роками принесли більше 25 доларів мільйонів для Capitol records або близько 220 доларів мільйон доларів у 2021 році породив безліч груп, які були схожі в деяких аспектах, як -от Brothers Four, Peter, Paul and Mary, The Limeliters, The Chad Mitchell Trio, The New Christy Minstrels тощо. Як зазначив критик Брюс Едер у All Music Guide, популярність комерціалізованої версії народної музики, представленої цими групами, спонукала звукозаписні компанії підписувати, записувати та просувати артистів з більш традиціоналістськими та політичними почуттями.

### Архівісти, колекціонери та перевидані записи
У 1950-х роках зростаюча аудиторія народної музики, що з’явилася в Сполучених Штатах, почала купувати записи старих традиційних музикантів із південно-східної гірської місцевості та міських центрів. Нові компіляції платівок із комерційними гоночними та студійними записами 78 обертів на хвилину, починаючи з 1920-х і 1930-х років, опублікували великі звукозаписні компанії. Розширення ринку платівок платівок збільшило доступність записів народної музики, спочатку зроблених Джоном і Аланом Ломаксами, Кеннетом С. Голдштейном та іншими колекціонерами в епоху Нового курсу 1930-х і 40-х років. Невеликі лейбли звукозапису, такі як Yazoo Records, виросли, щоб розповсюджувати перевидані старіші записи та робити нові записи вцілілих серед цих артистів. Саме так багато міської білої американської аудиторії 1950-х і 60-х років вперше почули кантрі-блюз і особливо дельта-блюз, записаний фолк-артистами Міссісіпі 30 або 40 років тому.
У 1952 році лейбл Folkways Records випустив Антологію американської народної музики, складену антропологом і режисером експериментального кіно Гаррі Смітом. Антологія містила 84 пісні виконавців традиційного кантрі та блюзу, спочатку записаних між 1927 і 1932 роками, і приписувалась тому, що велика кількість довоєнного матеріалу стала доступною для молодих музикантів. (У 1997 році «Антологію» було перевидано на компакт-диску, і Сміт із запізненням отримав премію «Греммі» за свої досягнення в 1991 році.).
Такі митці, як родина Картерів, Роберт Джонсон, Сліпий Лемон Джефферсон, Кларенс Ешлі, Буелл Казі, дядько Дейв Мейкон, Міссісіпі Джон Херт і брати Стенлі, а також Джиммі Роджерс, преподобний Гері Девіс і Білл Монро прийшли, щоб мати щось більше ніж регіональна чи етнічна репутація. Відродження виявило величезне багатство та різноманітність музики та поширювало її через радіошоу та магазини звукозаписів.
Сучасні представники деяких різноманітних регіональних та етнічних традицій, у тому числі молоді виконавці, такі як південна співачка Джин Річі, яка вперше почала записуватись у 1940-х роках, також отримали відродження популярності завдяки все більшому відкриттю цієї музики ентузіастами та регулярно з’являлися на народні гуляння.

### Етнічна народна музика
Етнічна народна музика з інших країн також мала бум під час американського народного відродження. Найуспішнішими етнічними виконавцями відродження були фолк-співаки з Гринвіч-Вілледж, The Clancy Brothers і Tommy Makem, яких журнал Billboard зарахував до одинадцятого списку найбільш продаваних фолк-музикантів у Сполучених Штатах. Група, до складу якої входили Педді Кленсі, Том Кленсі, Ліам Кленсі та Томмі Макем, переважно співала англомовні ірландські народні пісні, а також іноді пісню ірландською гельською. Педді Кленсі також заснував і керував лейблом народної музики Tradition Records, який випустив перший сольний альбом Одетти та спочатку приніс Керолін Гестер національну популярність. Піт Сігер грав на банджо на їхньому номінованому на Греммі альбомі 1961 року «A Spontaneous Performance Recording», а Боб Ділан пізніше назвав групу великим впливом на нього. Брати Кленсі та Томмі Макем також викликали бум фолк-музики в Ірландії в середині 1960-х років, ілюструючи всесвітні наслідки відродження американської народної музики.
Книги, такі як популярний бестселер, «Книга народних пісень біля вогню» (1947), яка сприяла відродженню народної пісні, містили деякі матеріали іншими мовами, включаючи німецьку, іспанську, італійську, французьку, ідиш та російську. Репертуари Теодора Бікеля, Маре та Міранди та Марти Шламме також включали іврит та єврейський матеріал, а також африкаанс. Перший великий хіт Weavers, зворотний бік пісні Lead Belly «Good Night Irene», і сам по собі найбільш продаваний, був на івриті («Tzena, Tzena, Tzena»), і вони, а пізніше Джоан Баез, яка була з Мексиканського походження, час від часу включав у свій репертуар іспаномовний матеріал, а також пісні з Африки, Індії та інших країн.

### Рок включає в себе фолк
Британське вторгнення в середині 1960-х років допомогло покласти кінець масовій популярності американської народної музики, оскільки хвиля британських гуртів заполонила більшість американської музичної сцени, включаючи фолк. За іронією долі, коріння британського вторгнення було в американському народі, зокрема у варіанті, відомому як скіфл, який популяризував Лонні Донеган; однак більшість гуртів British Invasion зазнали значного впливу рок-н-ролу до того часу, коли їхня музика досягла Сполучених Штатів і мало нагадувала своє народне походження.

## Галерея

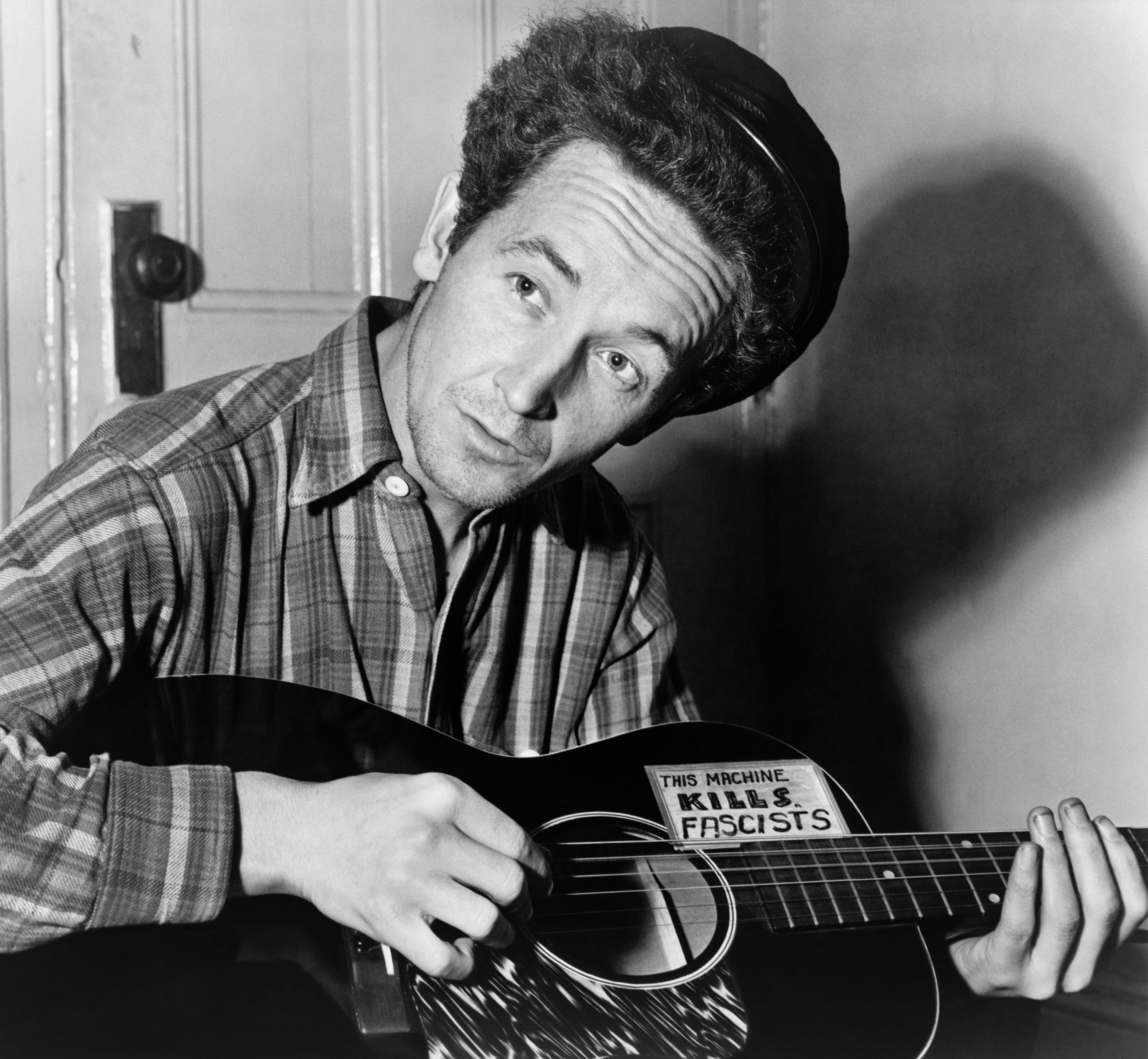
Вуді Гатрі в 1943 році
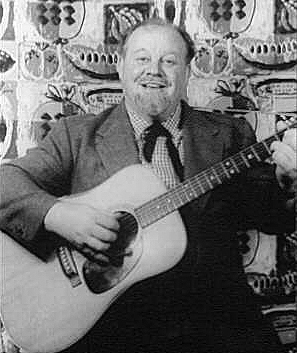
Берл Айвз у 1955 році
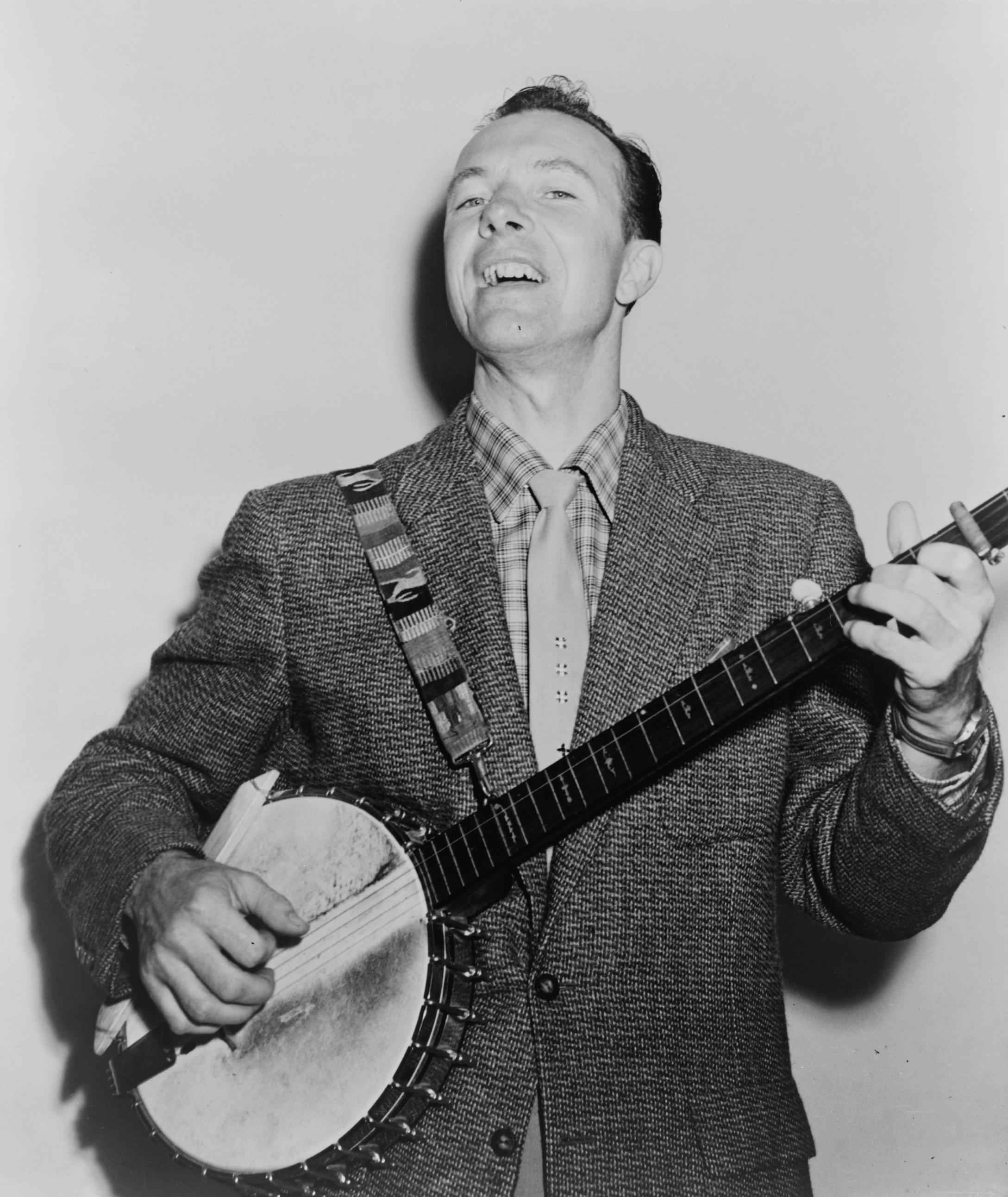
Піт Сігер у 1955 році
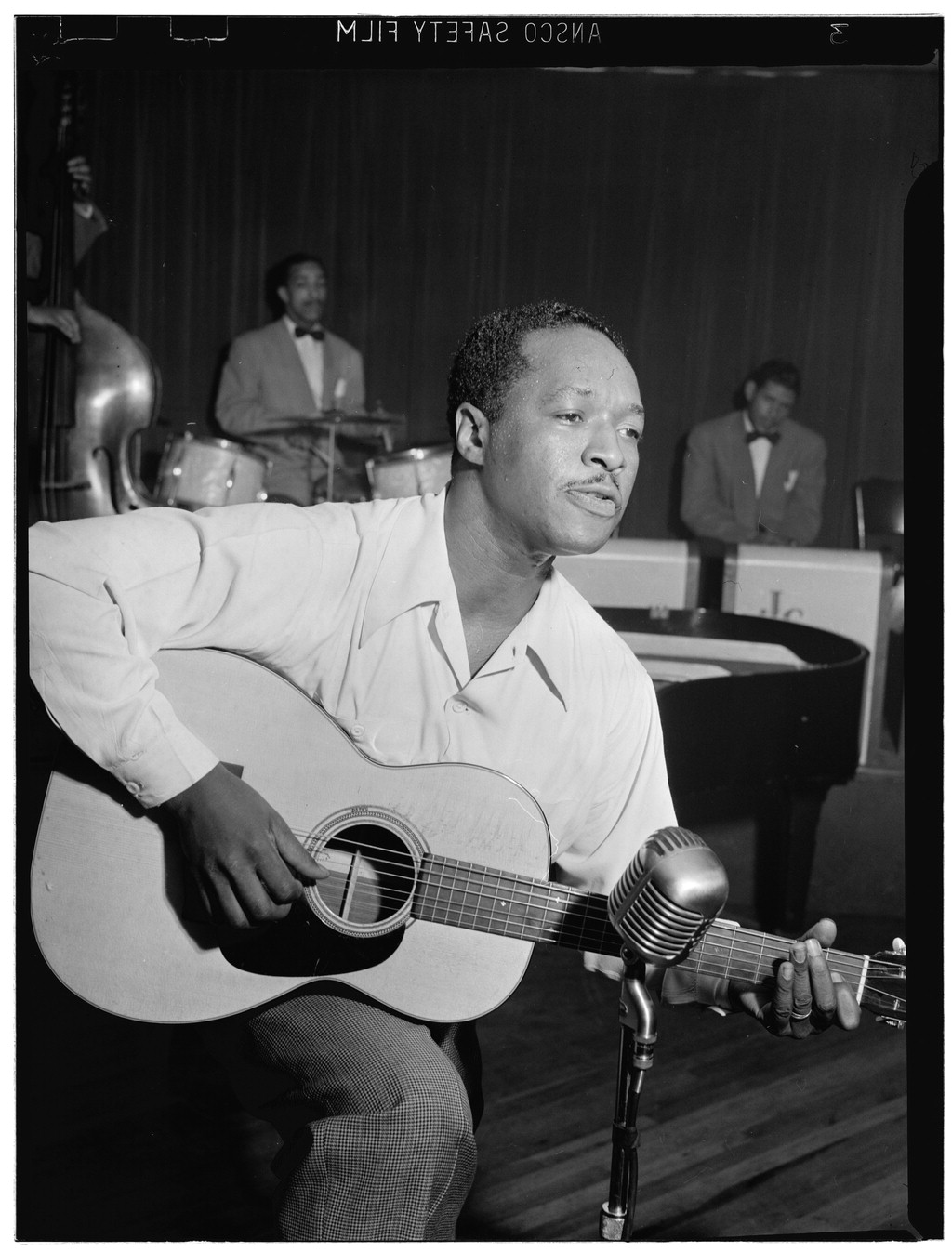
Джош Уайт, Café Society (Downtown), Нью-Йорк, Нью-Йорк, c. Червень 1946 року
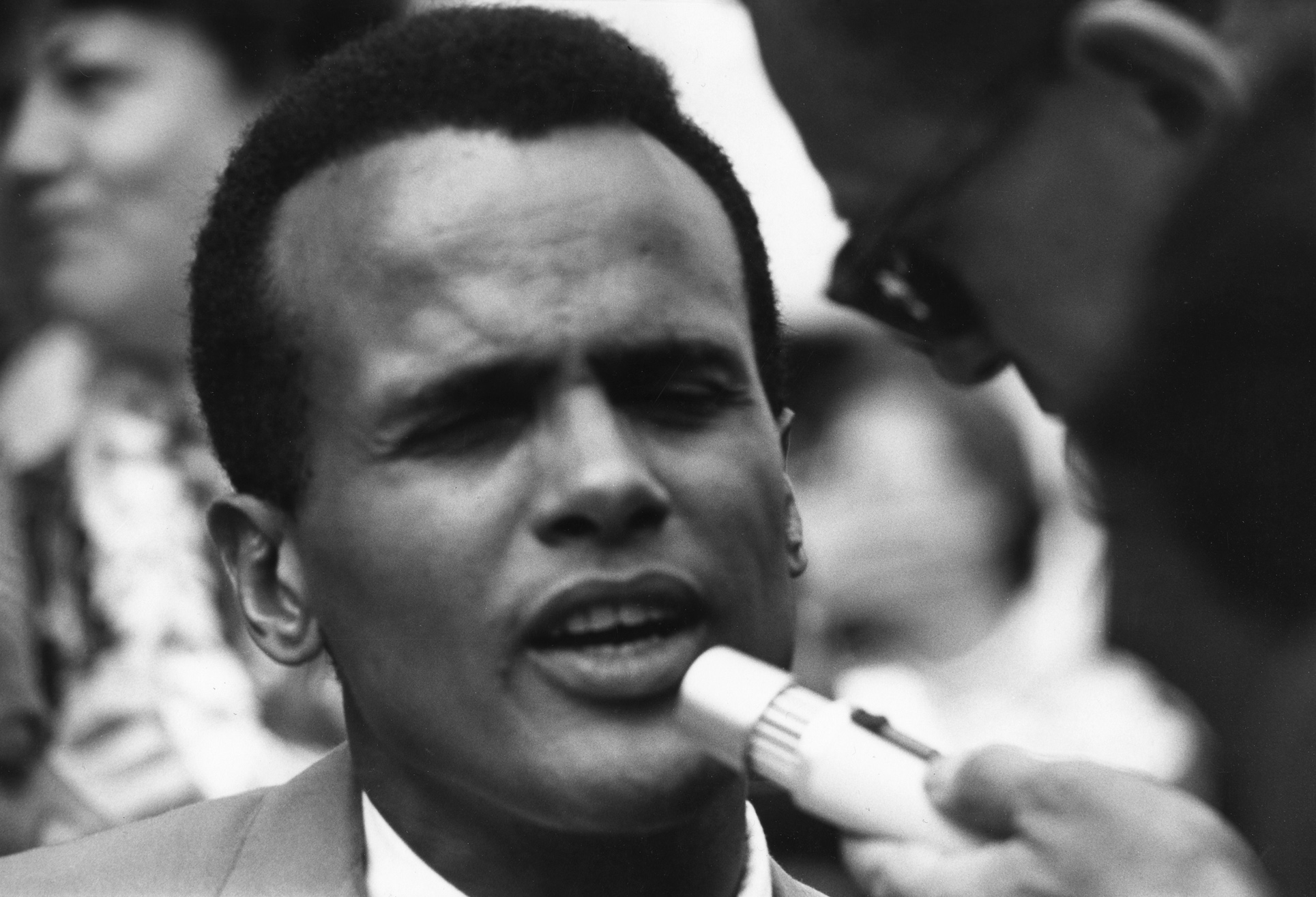
Гаррі Белафонте виступає на Марші громадянських прав 1963 року у Вашингтоні, округ Колумбія
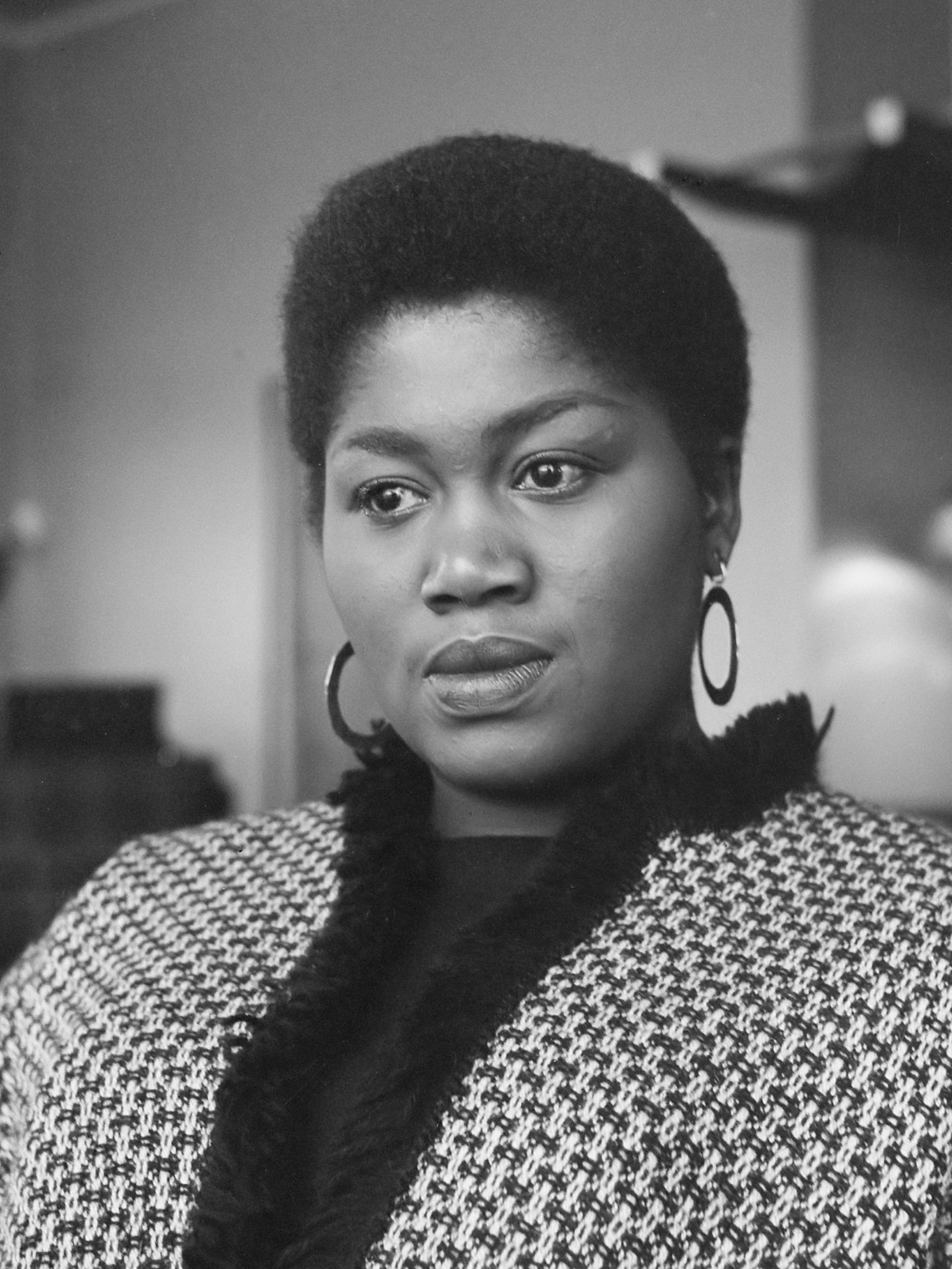
Одетта, 1961 рік
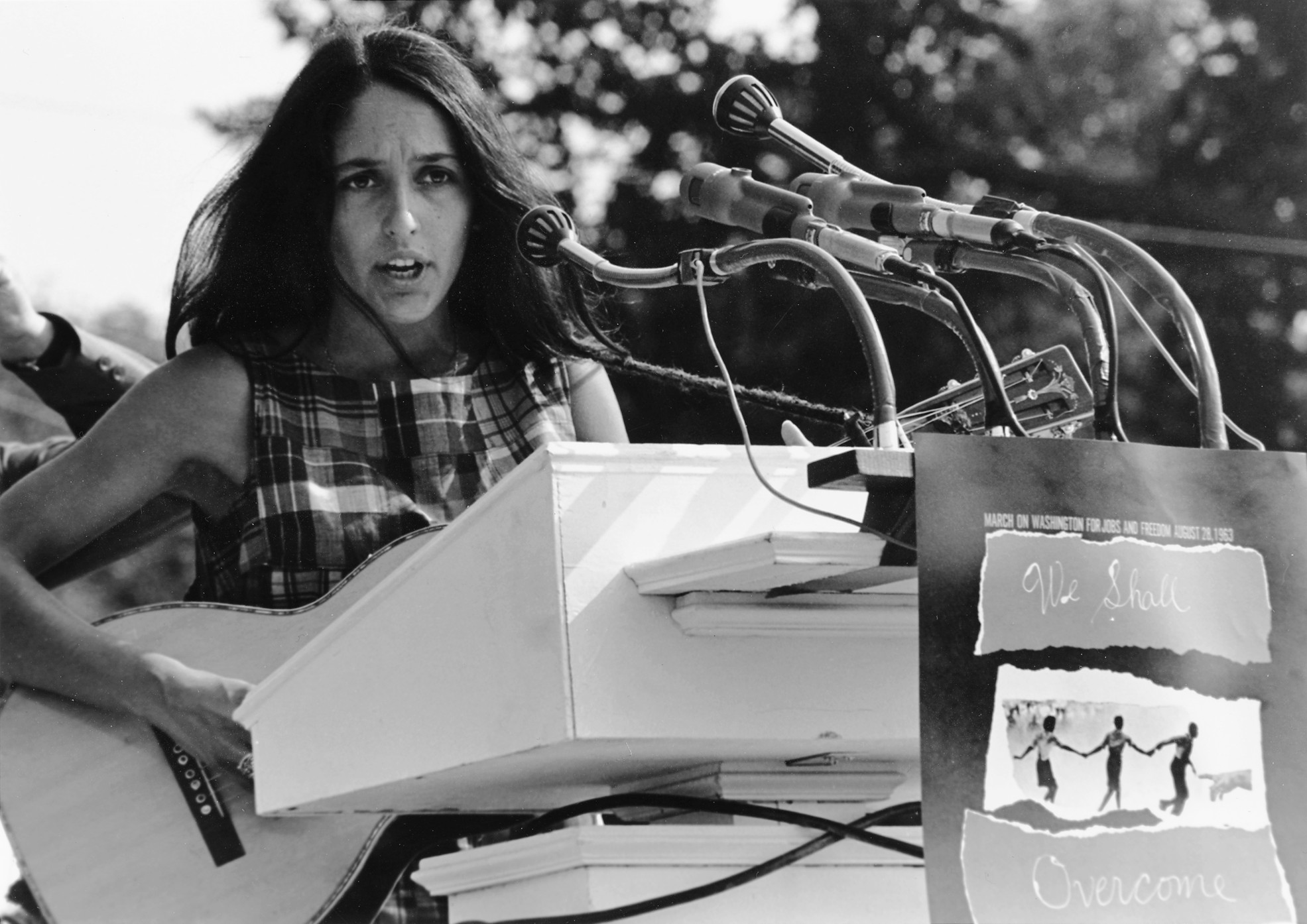
Джоан Баез грає на Марші у Вашингтоні у серпні 1963 року
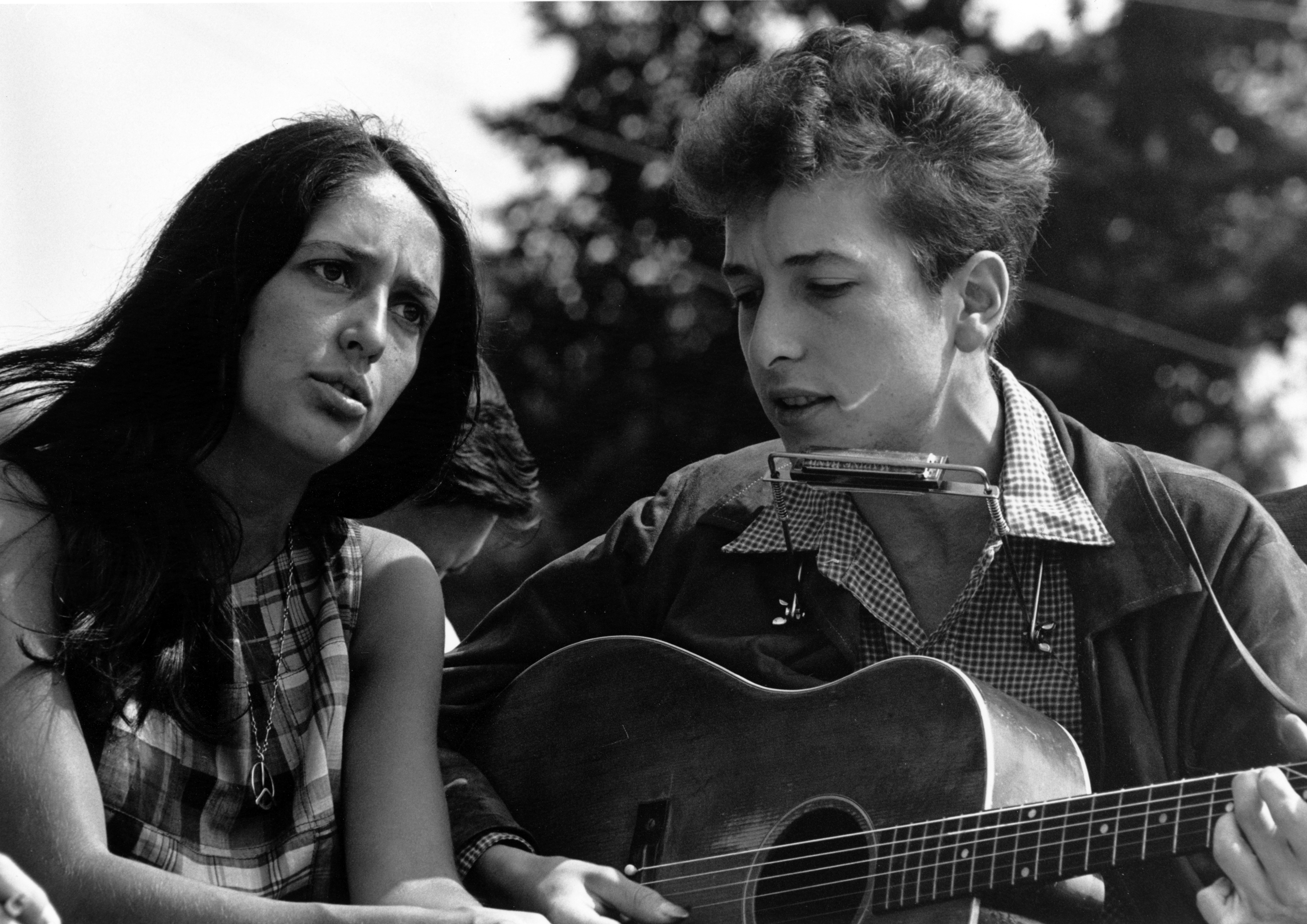
Джоан Баез і Боб Ділан на Марші у Вашингтоні, 1963 рік
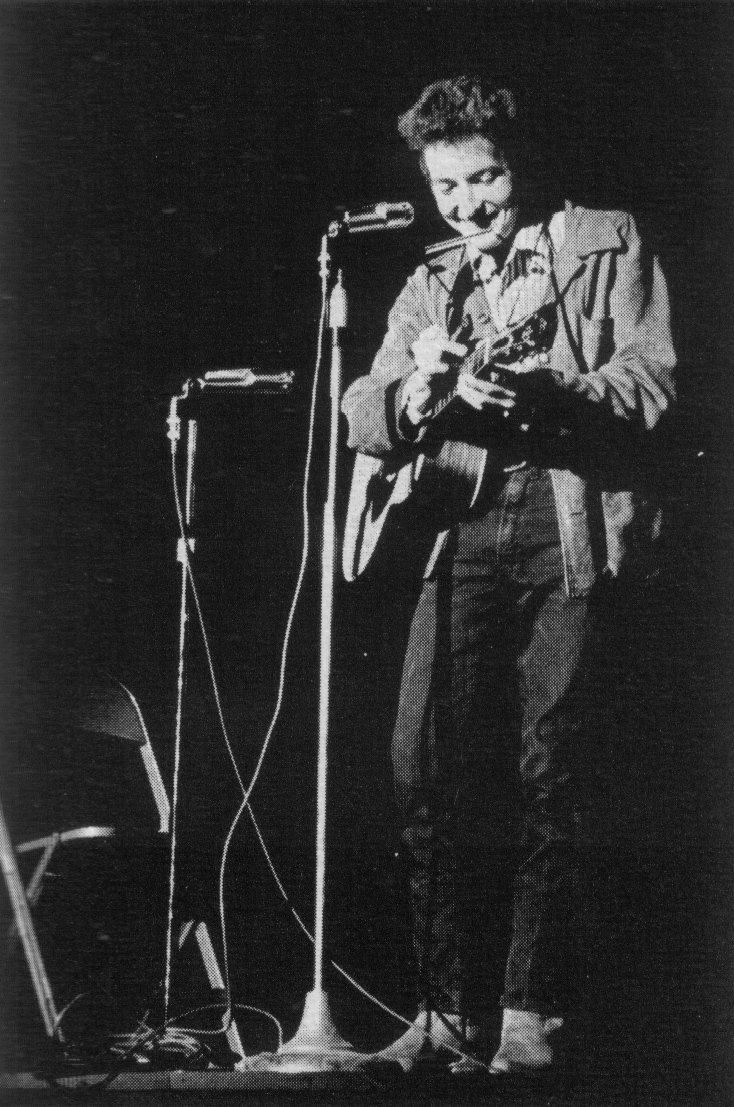
Боб Ділан у листопаді 1963 року
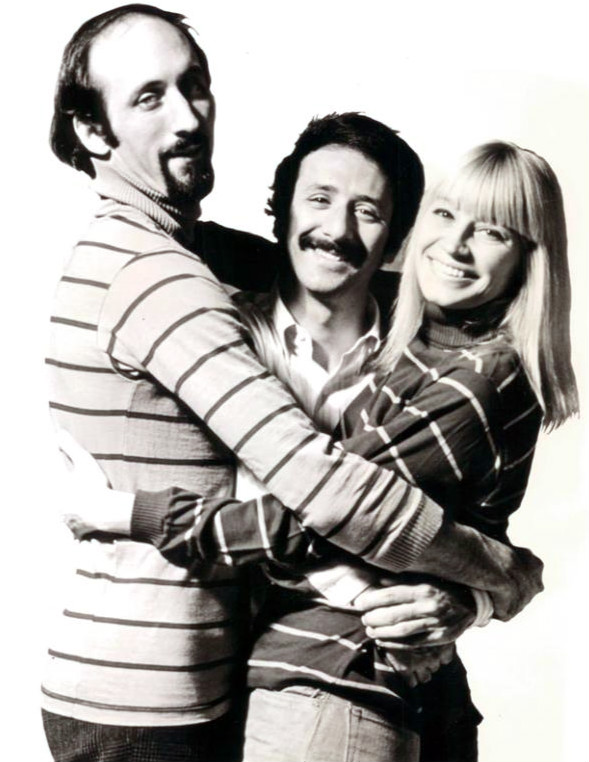
Петро, Павло і Марія
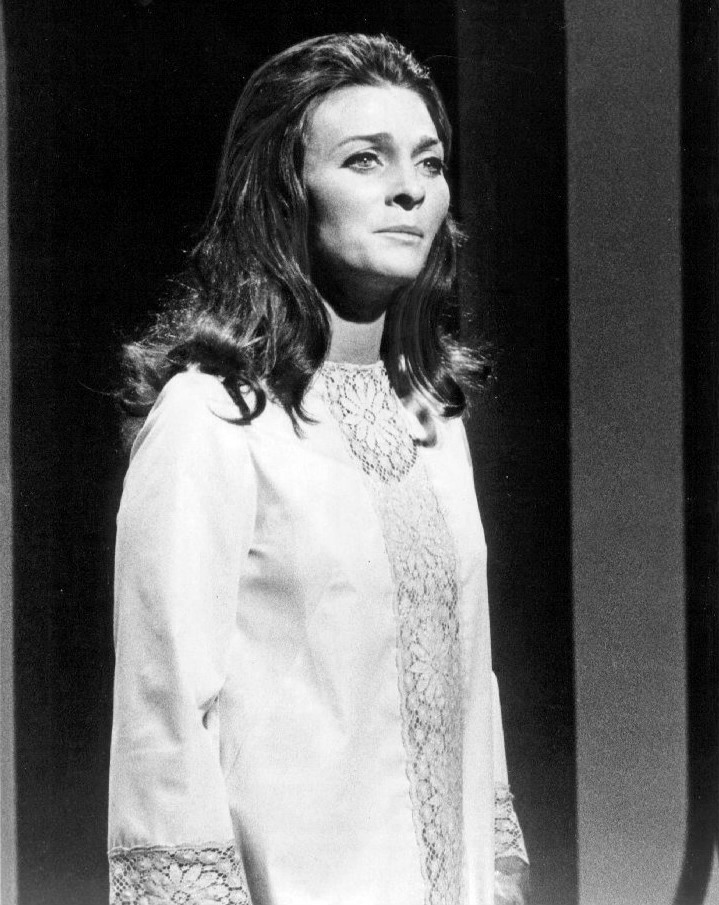
Джуді Коллінз у фільмі «Година комедії братів Смотерс», 1967 рік
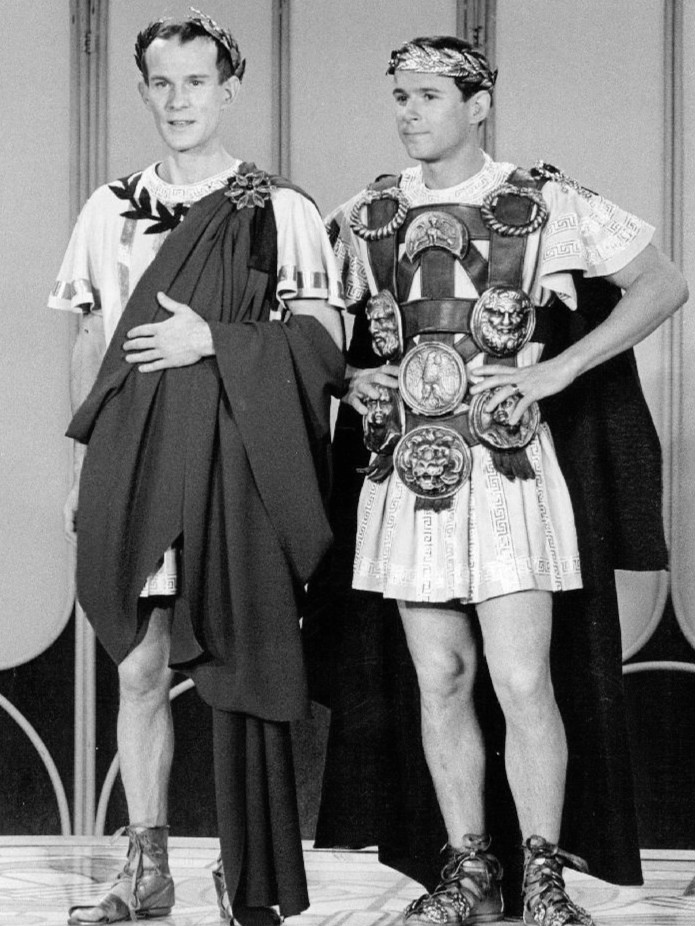
Брати Смотерс в 1967 році